# Neguinho da Beija-Flor
Luiz Antônio Feliciano Neguinho da Beija-Flor Marcondes OMC (nascido Luiz Antônio Feliciano Marcondes; Nova Iguaçu, 29 de junho de 1949), é um sambista, puxador de samba, intérprete musical, cantor e compositor brasileiro. Foi, entre 1976 e 2025, o intérprete oficial da escola de samba Beija-Flor.
Neguinho recebeu por 6 vezes os prêmios Troféu Tamborim de Ouro e Estandarte de Ouro. Em 2012, ele foi um dos 10 indicados ao "Prêmio Extra / Prefeitura do Rio" como Maior personalidade dos 80 anos de desfile.
Entre suas músicas de sucesso, além da música-tema da "Globeleza", destacam-se "O Campeão (Meu Time)", certamente sua composição de maior sucesso, e "Ângela" (Serginho Meriti / Alexandre).

## Biografia
Filho de um músico, ganhou um concurso de cantores mirins, aos dez anos de idade, interpretando um samba de Jamelão. Como prêmio, Neguinho levou para a casa uma lata de goiabada.
Dono de voz potente e afinada, estreou como puxador de samba no bloco Leão de Iguaçu, em 1970. Rejeitado nas alas de compositores de Salgueiro (sua escola preferida na juventude), Império Serrano, Portela e Mangueira, o jovem sambista chamou a atenção de Cabana (Silvestre David da Silva), compositor dos primórdios da Beija-Flor, que o convidou para se juntar aos músicos da escola. Assim, transferiu-se para a Beija-Flor de Nilópolis em 1975. Até então era conhecido por Neguinho da Vala, apelido nascido na infância terrivelmente pobre, em Nova Iguaçu, atravessada entre as valas da vizinhança. Na Beija-Flor de Nilópolis, criou o bordão "Olha a Beija-Flor aí, gente!" (o grito de guerra mais famoso do carnaval), e continuou no cargo até 2025, quando se aposentou como intérprete/puxador. A Beija-Flor faz parte da vida de Neguinho de tal forma que ele incorporou o nome artístico à sua certidão de nascimento. Além disso, ele foi o único dos intérpretes de todas as escolas a cantar de graça. Segundo ele: "se alguém tivesse que pagar, seria eu à Beija-Flor. Tudo que consegui na vida devo à escola. Por ela, sempre cantei de graça e sempre vou cantar."
Lançou o primeiro disco em 1980, ao qual seguiram-se outros, com sucessos como os sambas-enredo "Os Cinco Bailes da História do Rio" (Silas de Oliveira / Dona Ivone Lara / Bacalhau), "Aquarela Brasileira" (Silas de Oliveira), "Sonhar com Rei Da Leão" (de sua autoria) ou sambas-canção, como "Nervos de Aço" (Lupicínio Rodrigues). Outros êxitos são "Ângela" (Serginho Meriti / Alexandre), "Divina" (Alexandre), "Magali", "Esmeralda" e "O Campeão (Meu Time)", sua composição de maior sucesso, cantada em estádios de futebol ("Domingo eu vou ao Maracanã / Vou torcer pro time que sou fã").
Ganhou o prêmio Sharp de 1991 na categoria "melhor cantor de samba". É considerado um dos mais carismáticos intérpretes do Carnaval carioca.
Em 2005 lançou seu primeiro DVD , na Cidade do Samba, contando com a presença de Sandra de Sá e dos puxadores das escolas de samba.
Além disso, fez uma turnê internacional com seu empresário Teco Zaltsman, fazendo show em países como Bélgica, Itália, Suíça, Holanda, Espanha, França, Áustria entre outros.
Em 2007, incluiu em cartório o apelido "Neguinho da Beija-Flor" ao seu nome de batismo. Sobre essa alteração, ele deu a seguinte justificativa:
| “ | Tenho mais tempo de Neguinho da Beija-Flor, que de Luiz Antônio. O Luiz só traz despesa e dívidas. Além disso, eu não conheço ninguém que me chame de Luiz. Sou conhecido no mundo inteiro pelo nome de Neguinho da Beija-Flor. | ” |

Neguinho lutou contra um câncer do intestino em 2008. Casou-se com Elaine Reis no dia 23 de fevereiro de 2009 no Sambódromo da Marquês de Sapucaí, poucos minutos antes de cantar no carnaval. O casamento foi transmitido pela rede Globo na cobertura do carnaval.
Em 2009, Neguinho gravou a música "Mulher, Mulher, Mulher (Ideia Fixa)", originalmente composta em 1974. A música é um funk e sua letra consiste na repetição chiclete da palavra "mulher". O videoclipe da música bateu recordes de acesso no Youtube. Ela foi lançada, em versão samba, no álbum Guerreiro, Brasileiro e Sonhador de 2010.
Em 2015, a Friboi convidou Neguinho da Beija-Flor para ser a estrela de sua campanha de carnaval. Porém, o valor do cachê que a empresa ofereceu ao sambista (R$ 1 mil), revoltou Neguinho, que se sentiu desrespeitado.
Também em 2015, pela primeira vez em 40 anos, Neguinho da Beija-Flor defendeu um samba em outra escola. Ele anunciou que gravaria sambas para escolas "concorrentes", em julho deste ano, e logo foi convidado por compositores de diversas escolas para abrilhantar e trazer peso às obras. Assim, Neguinho participou da semifinal da escolha dos sambas-enredo da Mocidade para o ano de 2016.
Alguns meses antes Neguinho manifestou o interesse de ser candidato a prefeito de sua cidade natal. Embora, ele não tenha firmado nenhum acordo formal, já foi procurado por alguns partidos políticos, dentre os quais o PSC e o PC do B., mas no entanto desistiu de ser candidatar a prefeitura da cidade onde nasceu.
Em 20 de novembro de 2024, Neguinho anunciou a aposentadoria do carnaval. O intérprete se despediu em 2025, no desfile que homenageou Laíla e quando completou 50 anos à frente do carro de som da Beija-flor. Com a escola nilopolitana, Neguinho sagrou-se mais uma vez campeão do Carnaval. O adeus porém, foi apenas para o sambódromo. Neguinho da Beija-Flor disse que pretende seguir carreira de cantor e anunciou projeto musical com Xande de Pilares ainda para o ano de 2025.

## Títulos e estatísticas
| Primeira Divisão | Campeonato | Ano                                                                                      | Vice | Ano                                                                          | Terceiro lugar | Ano                                                               |
| ---------------- | ---------- | ---------------------------------------------------------------------------------------- | ---- | ---------------------------------------------------------------------------- | -------------- | ----------------------------------------------------------------- |
| Primeira Divisão | 15         | 1976; 1977; 1978; 1980; 1983; 1998; 2003; 2004; 2005; 2007; 2008; 2011; 2015; 2018; 2025 | 13   | 1979; 1981; 1985; 1986; 1989; 1990; 1999; 2000; 2001; 2002; 2009; 2013; 2022 | 6              | 1984 (RJ); 1988 (RJ); 1993 (RJ); 1995 (RJ); 1996 (RJ); 2005 (URU) |

## Prêmios e Indicações
- Estandarte de Ouro

1. 1985 - Melhor intérprete (Beija-Flor) [19]
2. 2002 - Melhor intérprete (Beija-Flor) [20]
3. 2003 - Melhor intérprete (Beija-Flor) [21]
4. 2009 - Melhor intérprete (Beija-Flor) [22]
5. 2013 - Melhor intérprete (Beija-Flor) [23]
6. 2025 - Personalidade do Ano [24]

- Estrela do Carnaval

1. 2009 - Melhor intérprete (Beija-Flor) [25]
2. 2016 - Melhor intérprete (Beija-Flor) [26]

- Feras da Sapucaí

1. 2023 - Melhor intérprete (Beija-Flor) [27]

- Gato de Prata

1. 2015 - Personalidade do carnaval [28]

- Plumas & Paetês Cultural

1. 2011 - Melhor intérprete (Beija-Flor) [29]

- Prêmio Atabaque de Ouro

1. 2014 - Homenagem (Coroado como "padrinho dos curimbeiros") [30]

- Prêmio Sharp

1. 1991 - Melhor cantor de samba [9]

- Prêmio SRzd

1. 2022 - Melhor intérprete (Beija-Flor) [31]

- Prêmio Veja Rio

1. 2014 - Melhor intérprete (Beija-Flor) [32]

- S@mba-Net

1. 2016 - Prêmio Especial (40 anos de avenida) [33]

- Tamborim de Ouro

1. 2002 - A Voz da Avenida [34]
2. 2005 - A Voz da Avenida [35]
3. 2006 - A Voz da Avenida [36]
4. 2007 - Tamborim Nota 10 (Intérprete da Década) [37]
5. 2009 - Eu Sou o Samba (Personalidade) [38]
6. 2013 - A Voz da Avenida [39]
7. 2014 - A Voz da Avenida [40]
8. 2016 - Prêmio Especial (40 Anos de Avenida) [41]
9. 2018 - A Voz da Avenida [42]

- Troféu Sambario

1. 2009 - Personalidade do Ano [43]
2. 2009 - Melhor intérprete (Beija-Flor) [43]
3. 2011 - Melhor intérprete (Beija-Flor) [44]
4. 2025 - Personalidade do Ano [45]
5. 2025 - Prêmio Especial [45]

- Troféu Tupi Carnaval Total (Super Rádio Tupi)

1. 2025 - Personalidade do Carnaval [46]

- Troféu Vai Dar Samba

1. 2018 - Prêmio Especial [47]

- Prêmio Extra / Prefeitura do Rio

1. 2012 - Indicados ao "Prêmio Extra / Prefeitura do Rio" como Maior personalidade dos 80 anos de desfile.[2]

## Homenagens
- Neguinho foi enredo de quatro escolas: Unidos de Manguinhos em 1991; da Independentes de Cordovil no ano de 1992 e da Leão de Nova Iguaçu e Juventude Imperial em 2010.

## Discografia
- 1977 - A fina flor do partido - alto • Odeon • LP[48]
- 1978 - Minhas amizades • Odeon • Compacto Duplo[48]
- 1979 - O Campeão • TopTape • Compacto simples[48]
- 1980 - Vida no Peito[48]
- 1981 - Meu sorriso • CBS • LP[48]
- 1982 - É Melhor Sorrir[48]
- 1983 - Meu Mundo Novo[48]
- 1985 - Ofício de Puxador[48]
- 1986 - A Voz da Massa[48]
- 1988 - Festejo[48]
- 1989 - Carente de Afeto[48]
- 1990 - Felicidade[48]
- 1991 - Poetas de Calçada[48]
- 1992 - Sou Seu Fã[48]
- 1993 - Os melhores sambas - enredos da Beija-Flor • Top Tape • CD[48]
- 1994 - Da Vila & da Viola[48]
- 1995 - Quem Te Ama Sou Eu[48]
- 1997 - Reencontro[48]
- 1998 - Essência Pura[48]
- 2000 - Neguinho da Beija - Flor ao vivo - 25 anos de fé e raiz • Indie Records • CD[48]
- 2002 - Os melhores do ano III • Índie Records • CD[48]
- 2003 - Duetos • Indie Records • CD[48]
- 2004 - Menino de Pé no Chão[carece de fontes?]
- 2005 - 'Neguinho da Beija-Flor ao vivo - Nos Braços da Comunidade[carece de fontes?] CD e DVD
- 2007 - Ofício de Puxador[49]
- 2009 - 'Neguinho da Beija-Flor ao vivo - Nos Braços da Comunidade 2[50] CD e DVD
- 2010 - Guerreiro, Brasileiro e Sonhador[carece de fontes?]
- 2013 - História do Sorriso Negro[48]
- 2025 - Empretecendo[51]